# Taze Kand (Mijandoab)
Taze Kand – wieś w Iranie, w ostanie Azerbejdżan Zachodni, w szahrestanie Mijandoab. W 2006 roku liczyła 571 mieszkańców.